# Памятник Перу Браге Младшему (Турку)
Памятник Перу Браге Младшему (фин. Pietari Brahen patsas, швед. Per Brahes staty) — монумент, сооружённый в г. Турку (Финляндия).
Автор памятника Вальтер Магнус Рунеберг.
Памятник установлен в 1888 году в честь графа Пера Браге Младшего, шведского государственного и военного деятеля, дипломата, генерал-губернатора Финляндии, регента Швеции.
Пер Браге Младший внёс значительный вклад в развитие Финляндии. Он реформировал всю административную систему страны, создал почтовую систему, основал десять новых городов, в том числе в 1649 году основал город Брагестад (после обретения Финляндией независимости — Раахе), принял меры по улучшению и развитию торговли и сельского хозяйства, заботился о церковном благоустройстве, о школьном и горном деле, во многом способствовал развитию образования.
В 1640 году он основал первый университет в Финляндии — Королевскую академию в Або (ныне Академия Або в Турку), где стал первым канцлером.
Статуя выполнена из бронзы, высотой — 2,95 м. Постамент из красного гранита высотой 4 м. На постаменте памятнике высечена надпись на шведском языке: «Я был доволен землёй — а земля мной» (Iagh war med landett och landett med mig wääl tillfreds).